# Ribeiro (Weinbaugebiet)

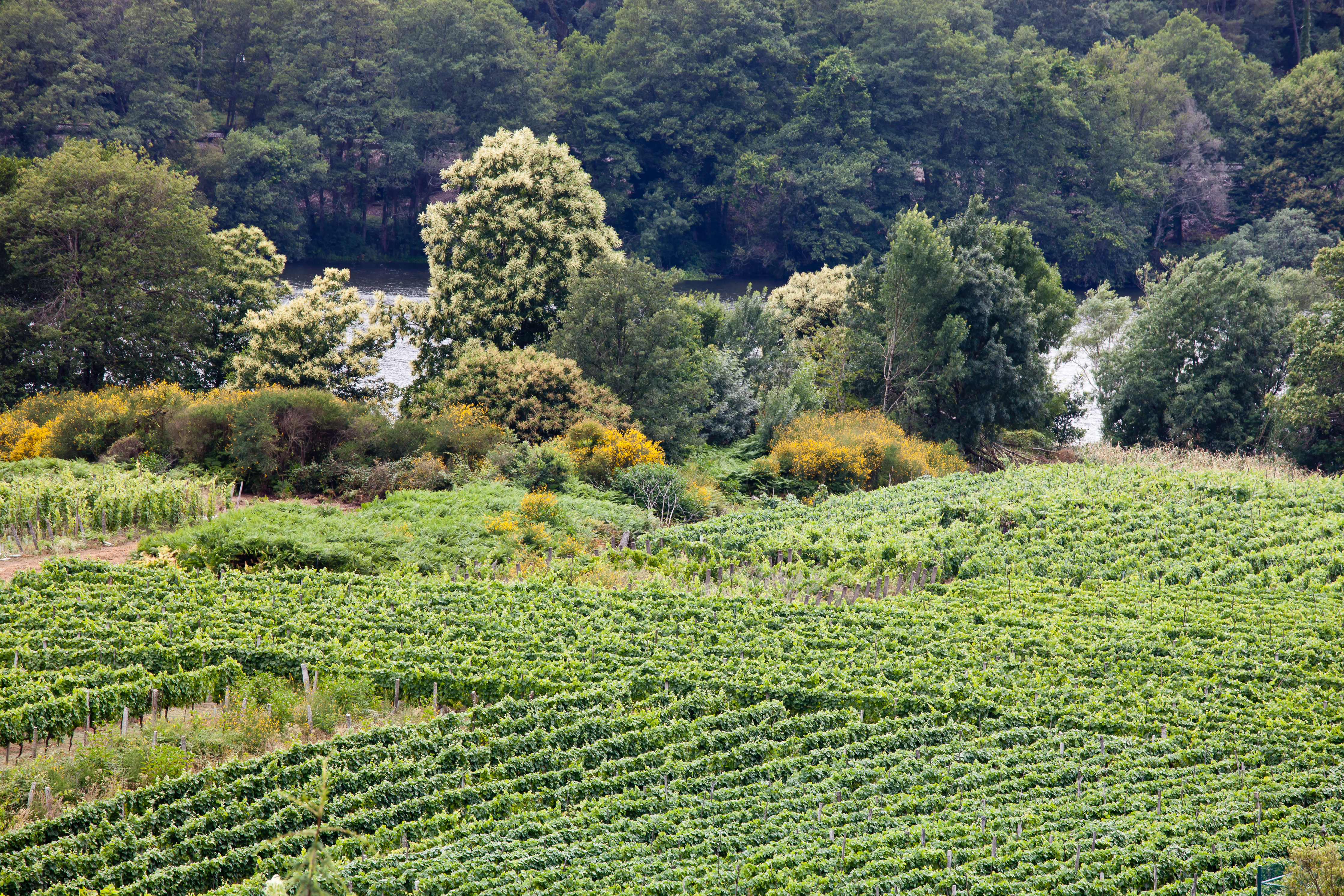
Weinberge von Ribeiro am Rio Miño

 Ribeiro  (galicisch für „Uferland“) ist ein spanisches Weinbaugebiet in der nordwestlichen Region Galicien und liegt nahe der portugiesischen Grenze. Rund 2685 Hektar bestockter Rebflächen (Stand 2005) in Flachlagen sowie Hanglagen zwischen 75 und 400 m liegen in einem dreieckförmigen Gebiet beidseitig des Rio Miño sowie seiner Nebenflüsse Avia, Arnoia und Barbantiño im Nordwesten der Provinz Ourense.
Das Weinbaugebiet verteilt sich auf die 13 Gemeinden Ribadavia, Arnóia, Castrelo de Miño, Carballeda de Avia, Leiro, Cenlle, Beade, Punxín und Cortegada sowie Teilbereiche der Gemeinden Boborás, San Amaro, Toén, O Carballiño und Ourense.
Häufig wird das Weinbaugebiet in die Subzonen Ribeiro de Avia, Ribeiro del Miño und Ribeiro de Arnoia aufgeteilt.
Seit Juli 1957 verfügt das Gebiet über den Status einer D.O. Die Vorschriften werden im Allgemeinen streng überwacht.
Insgesamt füllen 109 Bodegas die Weine der 5.983 Winzer der Region ab und vermarkten sie. Über 90 % der Produktion ist dabei für den Inlandsmarkt bestimmt.
Siehe auch den Artikel Weinbau in Spanien.

## Klima
Das Klima am Miño ist überwiegend atlantisch beeinflusst. Die Winter sind kalt, die Sommer hingegen warm, so dass eine recht hohe mittlere Jahrestemperatur von 14,5 °C ermittelt wird. Die jährliche Niederschlagsmenge liegt bei durchschnittlich 950 mm. Die Sonne scheint ca. 1915 Stunden/Jahr. Fast 40 % dieser Menge entfallen allein auf die Monate Juli und August.

## Weine
Das Gebiet stellt überwiegend Weißweine her. Wichtigste Rebsorten sind die Trajadura (die hier Treixadura genannt wird) und die Torrontés. Weitere weiße Sorten sind Albariño, Albilla, Godello, Loureira, Macabeo und Palomino. In experimentellem Stadium befinden sich Anpflanzungen der Sorte Lado. Insgesamt machen die Weißweine fast 90 % der gesamten Produktionsmenge aus.
Die Rotweine werden hauptsächlich aus den Sorten Sousón, Brancellao, Caiño, Ferrón und Mencía gekeltert. Daneben werden aber auch die Rebsorten Garnacha Tinta und Tempranillo angebaut.

## Regulierungsbehörde
Die Einhaltung der Produktionsbestimmungen werden durch die lokale Regulierungsbehörde, Consejo Regulador überwacht.
- Consejo Regulador D.O. Ribeiro
- Salgado Moscoso, 9
- 32400 Ribadavia/Ourense